# Australijczycy
Australijczycy, zwani potocznie Aussies (/ɒziːz/) – naród zamieszkujący kontynent australijski, w dużej mierze dzielący wspólną historię, kulturę i język (australijski angielski). Współcześni Australijczycy są obywatelami Związku Australijskiego (ang. Commonwealth of Australia), posiadającymi australijskie obywatelstwo. 31 marca 2016 populacja Australii wynosiła 24 051 400 osób (o 327 600 więcej niż 31 marca 2015).

## Rys historyczny
Większość współczesnych Australijczyków wywodzi się od mieszkańców Wysp Brytyjskich. Kolonia Nowa Południowa Walia została ustanowiona przez Królestwo Wielkiej Brytanii w 1788 roku, wraz z pojawieniem się Pierwszej Floty, a pięć pozostałych kolonii zostało ustanowionych w XIX wieku – wszystkie tworzą obecnie sześć australijskich stanów: Australię Południową, Australię Zachodnią, Nową Południową Walię, Queensland, Tasmanię oraz Wiktorię. Wczesne osadnictwo było ściśle związane z tworzonymi przez Anglików koloniami karnymi i skazańcami przywożonymi na kontynent australijski z terenu Wysp Brytyjskich (oraz ich potomstwem). Do imigracji na dużą skalę nie doszło aż do 1850 roku, kiedy nastąpił masowy przyjazd osadników związany z gorączką złota (w wielu miejscach Australii odkrywano obszary złotonośne). Kolejne fale emigracji nastąpiły po pierwszej i drugiej wojnie światowej – przybyli wówczas masowo emigranci z Południowej i Wschodniej Europy, krajów Bliskiego Wschodu, Azji Południowo-Wschodniej oraz wysp Pacyfiku. Przed brytyjską kolonizacją Australia była zamieszkana przez ludy tubylcze – Aborygenów australijskich, Aborygenów tasmańskich, mieszkańców wysp w Cieśninie Torresa i Melanezyjczyków. Wszyscy oni stanowią obecnie niewielki procent mieszkańców Australii, jednak ich tradycje nie są zapomniane (zob. np. Emily Kame Kngwarreye).

## Rys demograficzny
W marcu 2016 roku w Australii mieszkało 24 051 400 ludzi (o 327 600 więcej niż 31 marca 2015). Od lat obserwuje się wyraźną tendencję wzrostu populacji, spowodowaną dużym, dodatnim saldem migracyjnym oraz niewielkim, dodatnim przyrostem naturalnym. Zaledwie kilka lat wcześniej – w 2011 roku – populacja tego państwa wynosiła 21 507 717 osób i była wyższa aż 8,3% od populacji w 2006 roku.